# Conrad & Holiday Inn Hotels
La Conrad & Holiday Inn Hotels  est un gratte-ciel de 125 mètres de hauteur construit à Macao dans l'arrondissement de Cotai en Chine de 2006 à 2012.
Il abrite un casino et un hôtel sur 36 étages